# Đội trẻ Manchester United F.C. mùa bóng 2009–10
Mùa giải Premier Reserve League 2009-2010 (chính thức được gọi là Barclays Premier Reserve League 2009-2010 vì lý do nhà tài trợ) là mùa giải thứ mười một kể từ khi thành lập của Giải Premier Reserve League. Mùa bắt đầu vào ngày 24 tháng 8 năm 2009 và kết thúc với trận play-off cuối cùng giữa nhà vô địch khu phía Bắc và nhà vô địch khu phía Nam vào ngày 03 tháng 5 năm 2010. Đội dự bị Manchester United (Hay còn gọi là đội U21 Manchester United) là đội trẻ cao nhất của câu lạc bộ bóng đá Manchester United F.C. Đội bóng chơi ở khu phía Bắc thuộc giải Giải Premier Reserve League dành cho lứa tuổi dưới U-21. Đội dự bị Manchester United hòa với tỷ số 3-3 trong trận play off với đội dự bị Aston Villa và giành chiến thắng 3-2 trong loạt sút luân lưu khi thủ môn Ben Foster là cầu thủ sút Penalty cuối cùng. Đội dự bị Manchester United cũng tham gia vào giải Manchester Senior Cup 2009-2010 và Lancashire Senior Cup 2009-2010.
Mùa giải Premier Academy League 2009-2010 là mùa giải thứ 13 kể từ khi thành lập của Giải Premier Academy League dành cho lứa tuổi U18. Có 40 đội học viện tham dự, chia thành 4 bảng đấu A-B-C-D. Mỗi đội thi đấu 28 trận, đội đứng đầu sẽ lọt vào bán kết. Đội học viện Manchester United (Hay còn gọi đội U18 Manchester United) là đội trẻ thứ hai của câu lạc bộ bóng đá Manchester United F.C. Đội bóng chơi ở giải Premier Academy League 2010-2011 dành cho lứa tuổi dưới U-18. Đội học viện Manchester United cũng tham gia vào giải FA Youth Cup 2009-2010 và Milk Cup 2009.

## Đội dự bị Manchester United

### Lancashire Senior Cup 2009-2010
| Thời gian  | Vòng đấu      | Đối thủ      | H/N/A        | Tỷ số Bt-Bb | Cầu thủ ghi bàn         | Số lượng khán giả |
| ---------- | ------------- | ------------ | ------------ | ----------- | ----------------------- | ----------------- |
| 22/10/2009 | Vòng đầu tiên | Liverpool FC | Old Trafford | 1 - 1       | Tošić 72 (Thua pen 3-4) |                   |

### Manchester Senior Cup 2009-2010
Mùa giải này, có 6 đội tham dự, mỗi đội phải gặp nhau một lần. Với mỗi trận thắng được 3 điểm, hòa trong 90 phút được 1 điểm nhưng trận đấu phải kết thúc bằng loạt Penalty để phân thắng bại. Hai đội đứng đầu bảng vào chơi trận chung kết vào ngày 06/05/2010.
| Thời gian  | Vòng đấu | Đối thủ          | H/N/A        | Tỷ số Bt-Bb | Cầu thủ ghi bàn                                       | Số lượng khán giả |
| ---------- | -------- | ---------------- | ------------ | ----------- | ----------------------------------------------------- | ----------------- |
| 27/08/2009 | Vòng 1   | Bury FC          | Old Trafford | 5 - 0       | Hewson 5, Macheda 31 (pen) 50, Stewart 36, Moffatt 70 |                   |
| 12/10/2009 | Vòng 2   | Oldham Athletic  | A            | 3 - 0       | Brandy 21, Hewson 22, King 90+2                       |                   |
| 14/12/2009 | Vòng 3   | Bolton Wanderers | A            | 2 - 2       | Pogba 11, Ajose 54 – Thua 3-2 Pen                     |                   |
| 08/03/2010 | Vòng 4   | Stockport County | A            | 1 - 0       | W.Keane 74                                            |                   |
| 22/04/2010 | Vòng 5   | Manchester City  | Old Trafford | 0 - 2       |                                                       |                   |

| Vị trí | Câu lạc bộ                  | Số trận | Thắng | Thua | Bàn thắng | Bàn thua | Hiệu số | Điểm |
| ------ | --------------------------- | ------- | ----- | ---- | --------- | -------- | ------- | ---- |
| 1      | Đội dự bị Manchester City   | 5       | 4     | 1    | 9         | 4        | +5      | 13   |
| 2      | Đội dự bị Bolton Wanderers  | 5       | 4     | 1    | 8         | 6        | +2      | 12   |
| 3      | Đội dự bị Manchester United | 5       | 3     | 2    | 13        | 2        | +11     | 10   |

### Premier Reserve League 2009-2010
Bảng xếp hạng Premier Reserve League North
| Vị trí | Câu lạc bộ                     | Số trận | Thắng | Hòa | Thua | Bàn thắng | Bàn thua | Hiệu số | Điểm |
| ------ | ------------------------------ | ------- | ----- | --- | ---- | --------- | -------- | ------- | ---- |
| 1      | Đội dự bị Manchester United(C) | 18      | 13    | 2   | 3    | 35        | 10       | +25     | 41   |
| 2      | Đội dự bị Manchester City      | 18      | 10    | 5   | 3    | 34        | 20       | +14     | 35   |
| 3      | Đội dự bị Liverpool            | 18      | 10    | 2   | 6    | 28        | 20       | +8      | 32   |

Chi tiết Vòng bảng
| Thời gian  | Vòng đấu | Đối thủ          | H/N/A                            | Tỷ số Bt-Bb | Cầu thủ ghi bàn                                                             | Số lượng khán giả |
| ---------- | -------- | ---------------- | -------------------------------- | ----------- | --------------------------------------------------------------------------- | ----------------- |
| 24/08/2009 | Vòng 1   | Bolton           | County Ground                    | 3 - 1       | Cathcart 3, Tošić 45, Hewson 82                                             |                   |
| 03/09/2009 | Vòng 2   | Wigan            | Moss Lane                        | 2 - 1       | Anderson 38, Eikrem 48                                                      |                   |
| 17/09/2009 | Vòng 3   | Liverpool        | Prenton Park                     | 0 - 1       |                                                                             |                   |
| 01/10/2009 | Vòng 4   | Sunderland       | Moss Lane                        | 4 - 0       | Eikrem (9, 32), King (24, 78)                                               |                   |
| 06/10/2009 | Vòng 5   | Everton          | Stobart Stadium                  | 1 - 0       | Macheda 56                                                                  |                   |
| 22/10/2009 | Vòng 6   | Blackburn Rovers | Moss Lane                        | 3 - 0       | Eikrem (18), Brandy (82), Tosic (90)                                        |                   |
| 03/11/2009 | Vòng 7   | Man City         | A                                | 0 - 1       |                                                                             |                   |
| 24/11/2009 | Vòng 8   | Hull City        | Ferriby                          | 2 - 1       | Tošić 58, 90+2                                                              |                   |
| 21/01/2010 | Vòng 9   | Sunderland       | Eppleton Colliery Welfare Ground | 4 - 0       | Diouf 18, 45, 48, Hewson 73 (pen)                                           |                   |
| 28/01/2010 | Vòng 10  | Bolton           | County Ground, Leyland           | 1 - 0       | Gray 44                                                                     |                   |
| 18/02/2010 | Vòng 11  | Everton          | County Ground                    | 2 - 0       | Diouf 44, Stewart 45+2                                                      |                   |
| 24/02/2010 | Vòng 12  | Blackburn        | Leigh Sports Village             | 1 - 1       | de Laet 45                                                                  |                   |
| 11/03/2010 | Vòng 13  | Liverpool        | Moss Lane                        | 2 - 2       | R Brown (19), W Keane (27)                                                  |                   |
| 18/03/2010 | Vòng 14  | Burnley          | Moss Lane                        | 2 - 0       | Brandy 22, C.Evans 55                                                       |                   |
| 08/04/2010 | Vòng 15  | Hull City        | Moss Lane                        | 6 - 1       | Gill (2), Obertan (12), De Laet (24), Evans (63), Brandy (68), Dudgeon (76) |                   |
| 13/04/2010 | Vòng 16  | Liverpool        | Moss Lane                        | 1 - 0       | Obertan 44                                                                  |                   |
| 26/04/2010 | Vòng 17  | Wigan            | A                                | 0 - 1       |                                                                             |                   |
| 29/04/2010 | Vòng 18  | Burnley          | Turf Moor                        | 1 - 0       | Cole 90+1                                                                   |                   |

Trận chung kết Premier Reserve League 2009-2010
| Thời gian  | Vòng đấu  | Đối thủ     | H/N/A                    | Tỷ số Bt-Bb | Cầu thủ ghi bàn                                                                       | Số lượng khán giả |
| ---------- | --------- | ----------- | ------------------------ | ----------- | ------------------------------------------------------------------------------------- | ----------------- |
| 03/05/2010 | Chung kết | Aston Villa | Old Trafford, Manchester | 3 - 3       | Diouf 43, 88, Macheda 60 (pen) – Chiến thắng 3-2 penalty (Macheda, Possebon, Foster). | 1265              |

### Wout van Overdam Tournament
| Thời gian  | Vòng đấu  | Đối thủ          | H/N/A | Tỷ số Bt-Bb | Cầu thủ ghi bàn                                      | Số lượng khán giả |
| ---------- | --------- | ---------------- | ----- | ----------- | ---------------------------------------------------- | ----------------- |
| 08/08/2009 | Vòng bảng | Vitesse Arnhem   | N     | 1 - 0       | C.Evans 6                                            |                   |
| 08/08/2009 | Vòng bảng | BVCB             | N     | 4 - 0       | Stewart 7, Wootton 12, Ajose 15, Buckingham 32 (pen) |                   |
| 08/08/2009 | Vòng bảng | NEC Nijmegen     | N     | 1 - 1       | de Laet 24                                           |                   |
| 08/08/2009 | Vòng bảng | Sparta Rotterdam | N     | 2 - 0       | Brandy 26, James 33                                  |                   |
| 08/08/2009 | Chung kết | FC Groningen     | N     | 1 - 0       | Eikrem 25 (pen)                                      |                   |

Bảng xếp hạng Wout van Overdam Tournament
| Vị trí | Câu lạc bộ           | Số trận | Thắng | Hòa | Thua | Bàn thắng | Bàn thua | Hiệu số | Điểm |
| ------ | -------------------- | ------- | ----- | --- | ---- | --------- | -------- | ------- | ---- |
| 1      | Manchester United(C) | 4       | 3     | 1   | 0    | 8         | 1        | +9      | 10   |
| 2      | Sparta Rotterdam     | 4       | 2     | 1   | 1    | 6         | 3        | +3      | 7    |
| 3      | Vitesse Arnhem       | 4       | 2     | 0   | 2    | 3         | 3        | +0      | 6    |
| 4      | NEC Nijmegen         | 4       | 1     | 3   | 0    | 7         | 2        | +5      | 5    |
| 5      | BVCB                 | 4       | 0     | 0   | 4    | 1         | 16       | -15     | 0    |

### Giao hữu trước mùa giải 2009-2010
| Thời gian  | Vòng đấu | Đối thủ       | H/N/A | Tỷ số Bt-Bb | Cầu thủ ghi bàn                                    | Số lượng khán giả |
| ---------- | -------- | ------------- | ----- | ----------- | -------------------------------------------------- | ----------------- |
| 17/07/2009 | Giao hữu | AFC FYLDE     | A     | 2 - 1       | Cleverley 39, Hewson 75                            |                   |
| 20/07/2009 | Giao hữu | ROCHDALE      | A     | 2 - 0       | Brandy 11, C.Evans 39                              |                   |
| 25/07/2009 | Giao hữu | NORWICH CITY  | A     | 1 - 1       | de Laet 85                                         |                   |
| 28/07/2009 | Giao hữu | LUTON TOWN    | A     | 2 - 1       | Brandy 1, Cleverley 9 (pen)                        |                   |
| 04/08/2009 | Giao hữu | ALTRINCHAM    | A     | 2 - 0       | Dudgeon 13, own goal 89                            |                   |
| 06/08/2009 | Giao hữu | VV KATWIJK    | A     | 4 - 1       | Dudgeon 46, Brandy 59, James 61, Heaton 75         |                   |
| 10/08/2009 | Giao hữu | ROYAL ANTWERP | A     | 0 - 0       |                                                    |                   |
| 06/09/2009 | Giao hữu | MOTHERWELL    | A     | 0 - 1       |                                                    |                   |
| 18/10/2009 | Giao hữu | CLYDE         | A     | 4 - 0       | own goal 23, Brandy 30, Rafael 64, Eikrem 88 (pen) |                   |
| 31/01/2010 | Giao hữu | STABAEK       | A     | 3 - 0       | Diouf 33, 37, Dudgeon 47                           |                   |

## Đội học viện Manchester United

### Giao hữu mùa giải 2009-2010
| Thời gian  | Vòng đấu | Đối thủ               | H/N/A                                | Tỷ số Bt-Bb | Cầu thủ ghi bàn                        | Số lượng khán giả |
| ---------- | -------- | --------------------- | ------------------------------------ | ----------- | -------------------------------------- | ----------------- |
| 15/08/2009 | Giao hữu | Huddersfield Town     | Trafford Training Centre, Carrington | 4 - 1       | Morrison 1, 29 (pen), King 4, 42 (pen) |                   |
| 29/10/2009 | Giao hữu | Hibernians FC (Malta) | A                                    | 3 - 1       | Ajose 1, Tunnicliffe 75, Lawrence 85   |                   |

### Premier Academy League 2009-2010
Bảng xếp hạng Academy Bảng C
Chi tiết các trận đấu
| Thời gian  | Vòng đấu | Đối thủ                 | H/N/A                                | Tỷ số Bt-Bb | Cầu thủ ghi bàn                                                    | Số lượng khán giả |
| ---------- | -------- | ----------------------- | ------------------------------------ | ----------- | ------------------------------------------------------------------ | ----------------- |
| 22/08/2009 | Vòng 1   | Southampton             | Trafford Training Centre, Carrington | 1 - 3       | Tunnicliffe 17                                                     |                   |
| 29/08/2009 | Vòng 2   | Tottenham Hotspur       | A                                    | 3 - 1       | Cofie 3, Brady 11, King 28                                         |                   |
| 05/09/2009 | Vòng 3   | Leeds United            | A                                    | 2 - 2       | Morrison 45, Fryers 90                                             |                   |
| 12/09/2009 | Vòng 4   | Huddersfield Town       | Trafford Training Centre, Carrington | 3 - 1       | Cofie 19, Morrison 78, Hussain 81                                  |                   |
| 19/09/2009 | Vòng 5   | Barnsley                | Oakwell                              | 1 - 0       | Brady 66                                                           |                   |
| 26/09/2009 | Vòng 6   | Blackburn Rovers        | Brockhall Village                    | 0 - 0       |                                                                    |                   |
| 03/10/2009 | Vòng 7   | Everton                 | Trafford Training Centre, Carrington | 1 - 2       | Ajose 85                                                           |                   |
| 10/10/2009 | Vòng 8   | Crewe Alexandra         | Gresty Road                          | 1 - 2       | W Keane 90                                                         |                   |
| 17/10/2009 | Vòng 9   | Manchester City         | Trafford Training Centre, Carrington | 3 - 0       | W Keane 4, 27, 42                                                  |                   |
| 24/10/2009 | Vòng 10  | Wolverhampton Wanderers | Midlands club's training ground      | 2 - 2       | Brady 30, Ajose 89                                                 |                   |
| 07/11/2009 | Vòng 11  | Bolton Wanderers        | Trafford Training Centre, Carrington | 5 - 1       | W Keane 28, Morrison 52, Tunnicliffe 65, Cole 75, Pogba 90 (pen)   |                   |
| 21/11/2009 | Vòng 12  | Liverpool               | A                                    | 3 - 1       | W.Keane 16, 75, Ajose 54                                           |                   |
| 05/12/2009 | Vòng 13  | West Bromwich Albion    | Trafford Training Centre, Carrington | 2 - 1       | Pogba 5, Tunnicliffe 24                                            |                   |
| 23/01/2010 | Vòng 14  | Stoke City              | Trafford Training Centre, Carrington | 3 - 1       | Ajose 63 (pen), Cofie 81, Hussain 86                               |                   |
| 30/01/2010 | Vòng 15  | Liverpool               | Trafford Training Centre, Carrington | 0 - 1       |                                                                    |                   |
| 06/02/2010 | Vòng 16  | West Bromwich Albion    | A                                    | 0 - 3       |                                                                    |                   |
| 20/02/2010 | Vòng 17  | Blackburn Rovers        | Trafford Training Centre, Carrington | 6 - 1       | King 10, Brady 23 (pen), Cole 52, Pogba 54, Hussain 74, W.Keane 85 |                   |
| 06/03/2010 | Vòng 18  | Crewe Alexandra         | Trafford Training Centre, Carrington | 2 - 2       | jose 4, W.Keane 83                                                 |                   |
| 13/03/2010 | Vòng 19  | Newcastle United        | Trafford Training Centre, Carrington | 1 - 1       | Pogba 27                                                           |                   |
| 20/03/2010 | Vòng 20  | Sheffield Wednesday     | A                                    | 0 - 0       |                                                                    |                   |
| 27/03/2010 | Vòng 21  | Sunderland              | Trafford Training Centre, Carrington | 2 - 0       | Ajose 81, 88 (pen)                                                 |                   |
| 10/04/2010 | Vòng 22  | Wolverhampton Wanderers | Trafford Training Centre, Carrington | 1 - 0       | Cofie 2                                                            |                   |
| 17/04/2010 | Vòng 23  | Middlesbrough           | A                                    | 4 - 1       | Ajose 30, 56, Thorpe 45, Morrison 51                               |                   |
| 21/04/2010 | Vòng 24  | Stoke City              | A                                    | 3 - 0       | Ajose 2, Pogba 19, Cofie 88                                        |                   |
| 24/04/2010 | Vòng 25  | Derby County            | Trafford Training Centre, Carrington | 3 - 1       | Morrison 10, King 19, 44                                           |                   |
| 27/04/2010 | Vòng 26  | Manchester City         | A                                    | 3 - 2       | Pogba 60, King 75, 90                                              |                   |
| 01/05/2010 | Vòng 27  | Bolton Wanderers        | A                                    | 1 - 1       | W.Keane 19                                                         |                   |
| 04/05/2010 | Vòng 28  | Everton                 | A                                    | 2 - 0       | W.Keane 26, Morrison 89                                            |                   |

Tranh play off
| Thời gian  | Vòng đấu  | Đối thủ | H/N/A                                | Tỷ số Bt-Bb | Cầu thủ ghi bàn                                            | Số lượng khán giả |
| ---------- | --------- | ------- | ------------------------------------ | ----------- | ---------------------------------------------------------- | ----------------- |
| 07/05/2010 | Chung kết | Arsenal | Trafford Training Centre, Carrington | 1 - 1       | Cofie 111 (Arsenal thắng 5-3 penalty-King, Wootton, Pogba) |                   |

### FA Youth Cup 2009-2010
| Thời gian  | Vòng đấu | Đối thủ          | H/N/A                 | Tỷ số Bt-Bb | Cầu thủ ghi bàn                          | Số lượng khán giả |
| ---------- | -------- | ---------------- | --------------------- | ----------- | ---------------------------------------- | ----------------- |
| 10/12/2009 | Vòng 3   | Birmingham City  | Moss Lane, Altrincham | 2 - 0       | Pogba 1, Ajose 30                        |                   |
| 13/01/2010 | Vòng 4   | Burnley          | A                     | 5 - 1       | Petrucci 22, King 28, 51, W.Keane 34, 88 |                   |
| 28/01/2010 | Vòng 5   | Blackburn Rovers | A                     | 0 - 3       |                                          |                   |

### Torneo di Calcio Memorial Claudio Sassi năm 2010
| Thời gian  | Vòng đấu  | Đối thủ             | H/N/A                   | Tỷ số Bt-Bb | Cầu thủ ghi bàn                     | Số lượng khán giả |
| ---------- | --------- | ------------------- | ----------------------- | ----------- | ----------------------------------- | ----------------- |
| 02/04/2010 | Vòng bảng | OB Odense           | Ferrari G., Fiorano     | 0 - 1       |                                     |                   |
| 03/04/2010 | Vòng bảng | Modena              | N                       | 4 - 0       | Norwood (2), Pogba, Lingard         |                   |
| 04/04/2010 | Vòng bảng | Virtus Castelfranco | Ferrarini, Castelfranco | 5 - 0       | W.Keane (2), Norwood, Stewart, Cole |                   |
| 04/04/2010 | Bán kết   | US Sassuolo         | Ricci, Sassuolo         | 2 - 1       | W.Keane, Hussain                    |                   |
| 05/04/2010 | Chung kết | Bologna             | N                       | 1 - 0       | Cole 15                             |                   |

### Milk Cup 2009
| Thời gian  | Vòng đấu  | Đối thủ           | H/N/A | Tỷ số Bt-Bb | Cầu thủ ghi bàn                         | Số lượng khán giả |
| ---------- | --------- | ----------------- | ----- | ----------- | --------------------------------------- | ----------------- |
| 27/07/2009 | Vòng 1    | County Antrim     | N     | 3 - 0       | Brady 23 (pen), 30, W Keane 70          |                   |
| 28/07/2009 | Vòng 2    | Cantalao          | N     | 4 - 0       | Brady 3, 65, Tunnicliffe 27, W Keane 43 |                   |
| 29/07/2009 | Tứ kết    | Desportivo Brasil | N     | 0 - 0       | United thắng 6-5 pen                    |                   |
| 30/07/2009 | Bán kết   | Fenerbahce        | N     | 2 - 1       | King 35, Brady 63                       |                   |
| 31/07/2009 | Chung kết | Sheffield United  | N     | 2 - 1       | Ngoo 17, Hussain 52                     |                   |

### Mediterranean cup 2010
Đội U12 Manchester United tham dự cúp giải trẻ Địa Trung Hải ở bảng D cùng với các đội trẻ Vic Riuprimer Refo FC, Junior FC và FC L'Escala. 
| Thời gian  | Vòng đấu    | Đối thủ                               | H/N/A | Tỷ số Bt-Bb | Cầu thủ ghi bàn | Số lượng khán giả |
| ---------- | ----------- | ------------------------------------- | ----- | ----------- | --------------- | ----------------- |
| 01/04/2010 | Vòng bảng   | Vic Riuprimer Refo FC                 | N     | 4 - 0       |                 |                   |
| 01/04/2010 | Vòng bảng   | Junior FC                             | N     | 10 - 0      |                 |                   |
| 01/04/2010 | Vòng bảng   | FC L'Escala                           | N     | 17 - 0      |                 |                   |
| 02/04/2010 | Vòng 1/16   | EF GIRONÈS-SÀBAT TORROELLA DE MONTGRÍ | N     | 2 - 0       |                 |                   |
| 02/04/2010 | Vòng 1/8    | TEAM GLOBO L'ESTARTIT                 | N     | 4 - 2       |                 |                   |
| 03/04/2010 | Vòng tứ kết | ALBORAYA UD TORROELLA DE MONTGRÍ      | N     | 1 - 2       |                 |                   |